# Міцена тонкоголовчаста
Міцена тонкоголовчаста' (Mycena leptocephala) — вид грибів роду міцена (Mycena). Сучасну біномінальну назву надано у 1876 році.

## Будова

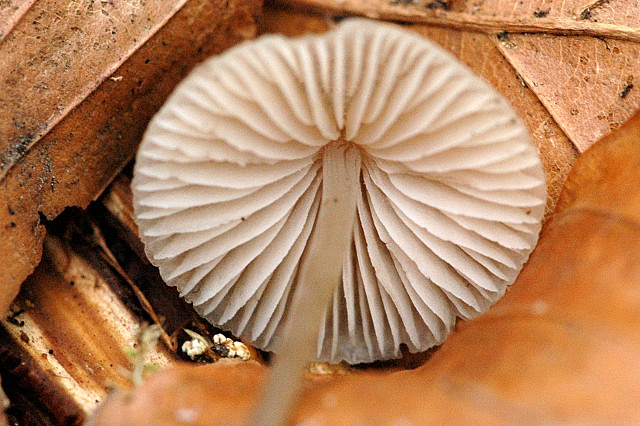
Вид шапинки знизу

Ніжний блідо-сірий гриб з дзвоникоподібною неслизькою борознистою по краю шапинкою 1-2 см та стрункою сірою ніжкою 10 см. Пластини бліді. Спори білі. М'якуш має слабкий аміачний запах, який швидко зникає.

## Життєвий цикл
Плодові тіла з'являються у вересні — листопаді.

## Поширення та середовище існування
Поширений в Євразії і Північній Америці. В Україні зустрічається в Карпатах. Росте під хвойними деревами групами на відмерлих голках.

## Практичне використання
Їстівність невідома. Схожий на Mycena epipterygia.